# NOTAM

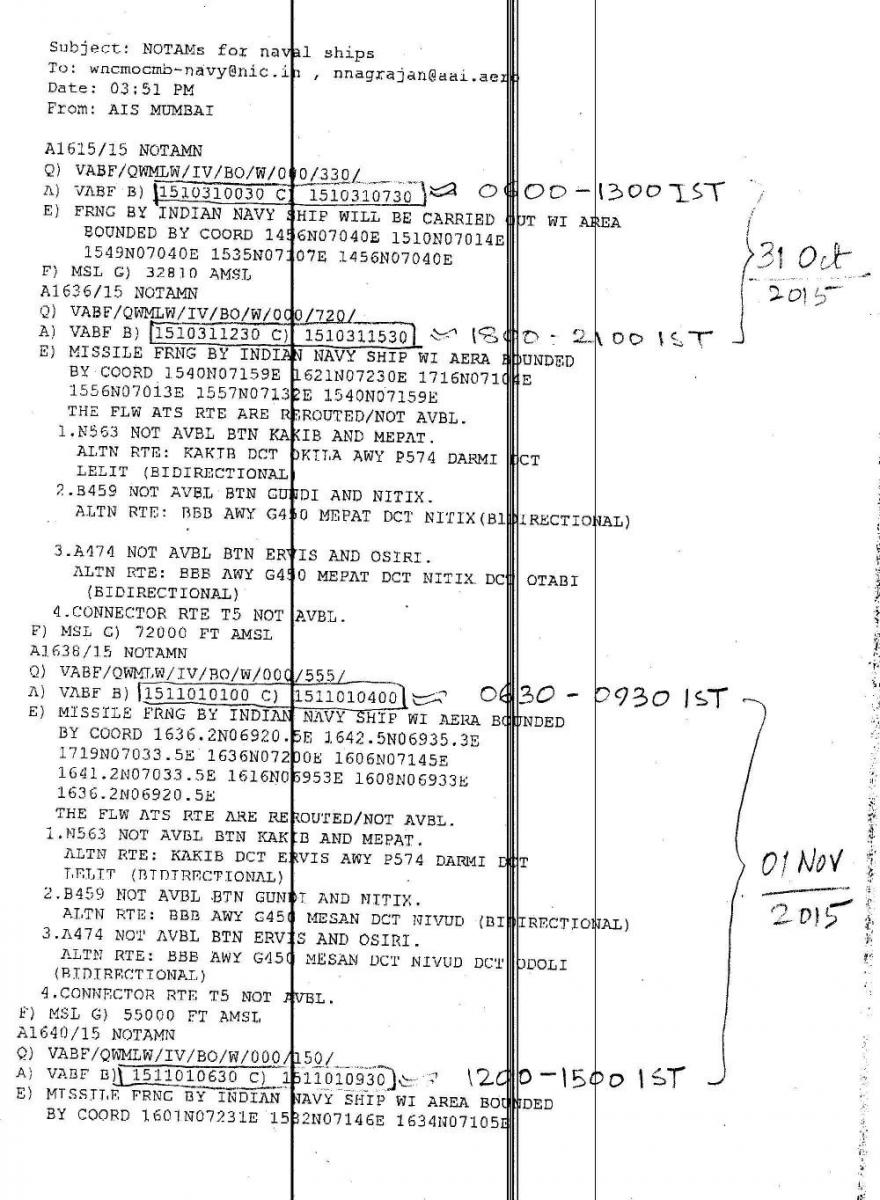
NOTAM con referencia de tiempo correcta.

NOTAM o NoTAM es el acrónimo inglés de Notice To Airmen ("notificación a los aviadores"), y, de acuerdo con la Organización de Aviación Civil Internacional, se trata de un aviso distribuido por medios de telecomunicaciones que contiene información relativa al establecimiento, condición o modificación de cualquier instalación aeronáutica, servicio, procedimiento o peligro, cuyo conocimiento oportuno es esencial para el personal encargado de las operaciones de vuelo.
En los Estados Unidos, para no discriminar a la mujer en el mundo aeronáutico y siguiendo las propuestas llevadas a cabo por la Federal Women's Program (FWP), con efectividad al 2 de diciembre de 2021, el acrónimo NOTAM fue actualizado a Notices to Air Missions ("Avisos para Misiones Aéreas"). El cambio de denominación se hizo para quitar cualquier referencia de género. 
Las agencias gubernamentales crean y transmiten los NOTAM siguiendo las especificaciones del Anexo 15 (Servicios de información aeronáutica) de la Convención Internacional de Aviación Civil. Los NOTAM se crean para alertar a los aviadores de cualquier clase de peligros en una ruta o en algún lugar en especial. Cuando un piloto entrega su plan de vuelo, el servicio de información de la autoridad correspondiente le comunica todos los NOTAM pertinentes.
Entre las razones por las que habitualmente se emiten NOTAM se pueden citar:
- peligros como exhibiciones aéreas o saltos de paracaidistas
- pistas cerradas
- ayudas de navegación por radio inoperativas
- ejercicios militares que imponen restricciones en el uso del espacio aéreo
- presencia temporal de obstáculos cerca de los aeropuertos
- activación o desactivación de zonas restringidas
- radio ayudas